# Delta Work
Gabriel Villarreal, más conocido por su nombre artístico Delta Work (nacido el 23 de enero de 1976), es una drag queen y estilista mexicano-estadounidense, conocida por competir en la tercera temporada de la serie de televisión de competencia de telerrealidad RuPaul's Drag Race.
Villarreal recibió el premio Primetime Emmy a la mejor peluquería en una serie multicámara o especial en la 70.ª edición de los Primetime Creative Arts Emmy Awards (2018) por su trabajo como peluquero personal para Drag Race.
Actualmente es coanfitriona del podcast Very That, junto a Raja.

## Carrera
La madre drag de Villarreal es Miss Coco Perú; se conocieron en Los Ángeles, al principio de la carrera drag de Delta Work. Comenzó a hacer drag en Halloween a los 22 años. Su nombre drag fue inventado cuando asistió a un espectáculo de drag y el grupo de reinas, que estaban haciendo una parodia de Designing Women, necesitaban una "mujer más grande" para interpretar el papel del personaje de Delta Burke, Suzanne Sugarbaker. Después de su actuación, una reina comentó que "¡tú no eres Delta Burke, eres Delta Work!"

### Drag Race
Work fue seleccionada como una de las trece concursantes que competirían en la tercera temporada de RuPaul's Drag Race, que se anunció el 24 de enero de 2011. Durante la temporada, se hizo pasar por Cher para el episodio "Snatch Game", donde los concursantes debían imitar a una celebridad elegida. Bowen Yang escribió: "Delta apenas hizo un intento... Puntos por el guiño a Bob Mackie con su mirada, pero por lo demás, Delta simplemente se paseó por ahí sin hacer nada. ¡Fuera de eso!" Ocupó el séptimo lugar en general, perdiendo una interpretación de lip sync contra Manila Luzon con la canción "MacArthur Park" de Donna Summer. Out calificó la batalla como "sin duda uno de los lip syncs más famosas" del programa. Fuera de la tercera temporada, fue miembro de la audiencia en las reuniones de las temporadas cinco y seis, y fue invitada juntó con otros alumnos de Drag Race para el primer desafío de la décima temporada. Villarreal se convirtió en el estilista de pelucas personal de RuPaul para su atuendo del panel de jueces a partir del segundo episodio de la novena temporada, juntó con el exalumno de la segunda temporada Raven estilizando su maquillaje. Work apareció como invitada para el primer desafío en el estreno de la undécima temporada.

### Después deDrag Race
Villarreal apareció en un episodio de 2011 de la serie de E! The Soup juntó con RuPaul, Raja y Shangela. Ella hace apariciones recurrentes en el programa de Internet de WoWPresent, Fashion Photo Ruview, reemplazando a Raja o Raven para criticar la apariencia de los exalumnos de Drag Race, haciendo su primera aparición el 19 de noviembre de 2014. También hace apariciones regulares en el programa web The Pit Stop, donde repasa los episodios de Drag Race. Estuvo en su episodio debut el 27 de agosto de 2016.
Work apareció en la portada de Skorch Magazine en 2013. En agosto de 2015, encabezó Palouse Pride en Moscú, Idaho. El 6 de agosto de 2016, Adele la invitó al escenario en un concierto de Los Ángeles, mientras vestía como una imitadora de Adele. Se tomaron una selfie, que rápidamente se volvió viral.
Villarreal recibió el premio Primetime Emmy a la mejor peluquería en una serie multicámara o especial en la 70.ª edición de los Primetime Creative Arts Emmy Awards (2018) por su trabajo. Interpretó a Adele en el vídeo musical de "You Need to Calm Down" de Taylor Swift (junio de 2019).
En septiembre de 2020, Work comenzó a copresentar el podcast de conversación en curso Very That en las redes Forever Dog y Moguls of Media, junto con su compañera de reparto de la tercera temporada de RuPaul's Drag Race, Raja, donde el dúo discute sobre noticias recientes y responde preguntas de los fanáticos. Los productores ejecutivos del podcast incluyen a los exalumnos de RuPaul's Drag Race, Alaska Thunderfuck y Willam Belli.

### Música
Delta Work lanzó su sencillo debut, "The Walkin 'Blues (Walk Right In, Walk Right Out)", el 12 de mayo de 2015. También formó parte del grupo The Heathers, juntó con Manila Luzon, Raja y Carmen Carrera. El grupo lanzó su sencillo debut "Lady Marmalade" el 6 de junio de 2014.

## Vida personal
Villarreal reside en Norwalk (California) desde 2011.

## Filmografía

### Televisión
| Año  | Título                                      | Papel    | Notas                       | Árbitro. |
| ---- | ------------------------------------------- | -------- | --------------------------- | -------- |
| 2011 | RuPaul's Drag Race (temporada 3)            | Sí misma | Concursante (séptimo lugar) |          |
| 2011 | RuPaul's Drag Race: Untucked                | Sí misma |                             |          |
| 2011 | The Soup                                    | Sí misma |                             |          |
| 2012 | RuPaul's Drag Race: All Stars (temporada 1) | Sí misma | Invitado (1 episodio)       |          |
| 2018 | RuPaul's Drag Race (temporada 10)           | Sí misma | Invitado (1 episodio)       |          |
| 2019 | RuPaul's Drag Race (temporada 11)           | Sí misma | Invitado (2 episodios)      |          |
| 2021 | NoticiasBeat                                | Sí misma | Corresponsal                | [ 28 ]   |

### Videos musicales
| Año  | Título                  | Artista           | Notas              | Árbitro. |
| ---- | ----------------------- | ----------------- | ------------------ | -------- |
| 2014 | "Lady Marmalade"        | The Heathers      |                    | [ 29 ]   |
| 2019 | "Ve pez"                | Manila Luzon      |                    |          |
| 2019 | "You Need to Calm Down" | Taylor Swift      | imitadora de Adele |          |
| 2020 | "Ass Like Mine"         | Morgan McMichaels | Ella misma         | [ 30 ]   |
| 2020 | "Nerves of Steel"       | Erasure           | Ella misma         | [ 31 ]   |

### Series web
| Año     | Título               | Papel      | Ref.   |
| ------- | -------------------- | ---------- | ------ |
| 2013    | Ring My Bell         | Ella misma | [ 32 ] |
| 2013    | Cooking With Needles | Ella misma | [ 33 ] |
| 2014-19 | Fashion Photo Ruview | Ella misma |        |
| 2015    | Dear Delta           | Ella misma | [ 34 ] |
| 2016-19 | The Pit Stop         | Ella misma |        |
| 2019    | Hey Qween            | Ella misma | [ 35 ] |

## Discografía

### Sencillos
| Año  | Título                                              |
| ---- | --------------------------------------------------- |
| 2014 | "Lady Marmalade"                                    |
| 2015 | "The Walkin' Blues (Walk Right In, Walk Right Out)" |